# Меджиди табия
Меджиди табия е крепост, намираща се южно от Силистра, част от османската фортификационна система, използвана по време на Кримската война (1853 – 1856) и Руско-турската война от 1877 – 1878 г. Тя е най-добре запазеното от шестте съоръжения в системата. 

## История на крепостта
Крепостта е построена през периода 1841 – 1853 г. по планове на немския военен инженер Хелмут фон Молтке (по-късно става началник-щаб на немската армия), посетил Силистра през 1837 г. През 1847 г. е посетена от султан Абдул Меджид, на чието име е наречена – Меджиди табия.
За строежа ѝ били събрани принудително около 300 българи. Главните майстори били наети от Дряновско, а каменоделците били от района. Интересен факт е, че по време на строителството на форта са изградени и първите монолитни възрожденски храмове в Силистренско – в Алфатар (1846) и Калипетрово (1847).
През 1854 година, по време на Кримската война, крепостта издържа едномесечна руска обсада.

## Описание
Има формата на шестоъгълник и достига до 8 метра височина. Намиращият се непосредствено до нея ров е служил за препятствие и маскировка.